# Ostia (film)
Pour les articles homonymes, voir Ostia.
Pour plus de détails, voir Fiche technique et Distribution.
Ostia est un film italien réalisé par Sergio Citti et sorti en 1970,. Scénarisé par Pier Paolo Pasolini, le film est le premier long métrage réalisé par Citti.

## Synopsis
Dans la banlieue romaine d'Ostie au cours des années 1960, Rabbino et Bandiera sont deux frères qui vivent d'expédients et de menus larcins, après une enfance malheureuse sous l'égide d'un père ivrogne et anarchiste convaincu et d'une mère catholique fervente. Un jour, alors que les deux frères sont de sortie pour dérober quelque chose, ils croisent une jeune femme endormie dans un pré et l'emmène dans leur cabane. Elle s'appelle Monica et elle va devenir une sorte de sœur cadette. Mais sa présence va bientôt éveiller le désir des deux frères et leur jalousie mutuelle.

## Fiche technique
Sauf indication contraire, les informations mentionnées dans cette section peuvent être confirmées par la base de données cinématographiques IMDb,  présente dans la section « Liens externes ».
- Titre original et français : Ostia[4],[5]
- Réalisateur : Sergio Citti
- Scénario : Pier Paolo Pasolini, Sergio Citti
- Photographie : Mario Mancini (it)
- Montage : Nino Baragli, Carlo Reali
- Musique : Francesco De Masi
- Décors : Claudio Giambanco
- Production : Alvaro Mancori, Anna Maria Chretien
- Pays de production :  Italie
- Langue originale : italien
- Format : Couleurs par Eastmancolor - 2,35:1 - Son mono - 35 mm[5]
- Durée : 102 minutes (1 h 42[5])
- Genre : Drame
- Dates de sortie :
  - Italie : 11 mars 1970
  - France : 7 octobre 1970[4]

## Distribution
- Laurent Terzieff : Bandiera
- Franco Citti : Rabbino
- Anita Sanders : Monica
- Ninetto Davoli : Fiorino
- Lamberto Maggiorani : Le père de Monica
- Celestino Compagnoni : Le père de Bandiera et de Rabbino
- Lily Tirinnanzi (it) : La mère de Bandiera et de Rabbino
- Settimio Picone : Baffo
- Gianni Pulone : Le prêtre
- Alberto del Prete : Aria
- Gualterio Fiorentino
- Giulio Simonetti : Un soldat
- Alberto Chiapparelli
- Fernando Piergentili
- Giovanni Contino
- Sandro Giordani : L'anarchiste
- Filippo Costanzo : Rabbino enfant
- Maurizio Bianconi : Bandiera enfant